# Hôtel Le Peletier de Saint-Fargeau
El hotel Le Peletier de Saint-Fargeau es una mansión privada ubicada en París, en la de Sévigné que alberga parte de las colecciones del museo Carnavalet.

## Historia

### El hotel antes de Le Peletiers
El solar donde se levanta formaba parte de la Alta Costura de Sainte-Catherine en la Edad Media. En 1545, los terrenos que lo componen fueron vendidos a Michel de Champrond, caballero de La Bourdinière, quien hizo construir allí un primer hotel. Posteriormente, este edificio pasó de mano en mano hasta que fue vendido en 1626 a Geofroy Lhuillier, Sieur d'Orgeval.
El 19 de julio de 1686 sus herederos vendieron la casa a Michel Le Peletier de Souzy, intendente de finanzas y hermano del Contralor General de Finanzas Claude Le Peletier. El nuevo propietario inmediatamente hizo demoler el antiguo edificio y construyó en su sitio, y probablemente reutilizando parte de los antiguos cimientos, uno nuevo, que es el que todavía existe en la actualidad. También compró varios solares contiguos, para aumentar la superficie del jardín y de los edificios de servicio.

### El hotel Le Peletier en Saint-Fargeau
Después de la muerte de Souzy en 1725, pasó a su hijo mayor, Michel Robert Le Peletier des Forts, quien fue Contralor General de Finanzas de 1726 a 1730, luego al nieto de este último, Michel Étienne Le Peletier de Saint- Fargeau, Abogado General en el Parlamento de París, y finalmente al hijo del Abogado General, Louis-Michel Lepeletier de Saint-Fargeau, Presidente del Parlamento de París. El compromiso revolucionario de este alto magistrado, que fue elegido para los Estados Generales y luego para la Convención, votó por la muerte de Luis XVI y fue asesinado por un ex guardaespaldas, aseguró la preservación del patrimonio familiar durante el Terror. La única hija del "mártir de la Revolución", Suzanne Louise Le Peletier de Saint-Fargeau, no vendió el hotel hasta 1811.

### Una joya de la ciudad de París
Tras varios cambios de propietarios, fue adquirido por la ciudad de París en 1895. La Biblioteca Histórica de la Ciudad de París se instaló allí en 1896 y 1897, después de los trabajos de desarrollo del arquitecto Ulysse Gravigny. Permaneció allí hasta 1968, cuando fue trasladada al Hôtel de Lamoignon. Permaneció vacío después de esta fecha y fue completamente restaurado y reestructurado por el arquitecto Bernard Fonquernie, arquitecto jefe de Monumentos Históricos, en lo que se refiere a su restauración, y por Boris Stuparu, tanto en su diseño técnico como en la creación de los volúmenes interiores y la disposición de las colecciones para en 1989 acoger la ampliación del museo Carnavalet. Las colecciones revolucionarias, las del siglo XIX  y las del XX ocuparon el edificio principal y las alas, mientras que el invernadero albergo las colecciones arqueológicas del Neolítico, las canoas de Bercy, así como los servicios del museo, incluidos el de conservación.
Desde la reforma del museo Carnavalet, de entre el 2016 y 2021, el hotel Le Peletier acogió las colecciones con un nuevo recorrido, así como las del siglo XXI. Los servicios de conservación todavía están instalados aquí.
Están presentes algunas piezas famosas del museo, como el salón de baile del Hôtel de Wendel, de entre 1924 y 1925, del artista español José María Sert, el pequeño salón del Café de París decorado por Henri Sauvage, de 1899, la joyería Fouquet, de 1900, del famoso artista checo Alfons Mucha, el dormitorio de Marcel Proust, así como el retrato de Juliette Récamier de François Gérard, de 1805.
La planta baja alberga las aulas docentes y el Centro de Estudios y Recursos y el invernadero está destinado a albergar eventos culturales, científicos y colaborativos.

## Descripción
Obra de Pierre Bullet, el nuevo hotel se compone de un edificio principal entre el patio y el jardín, prolongado por dos alas de regreso al patio. La fachada del edificio principal en el patio tiene cuatro bahías. : trazado no muy regular pero querido por este arquitecto. La fachada del jardín tiene no menos de diez bahías. Está puntuado en el medio por un cuerpo de vanguardia de dos bahías coronado por un frontón triangular decorado con un relieve que representa el Tiempo.

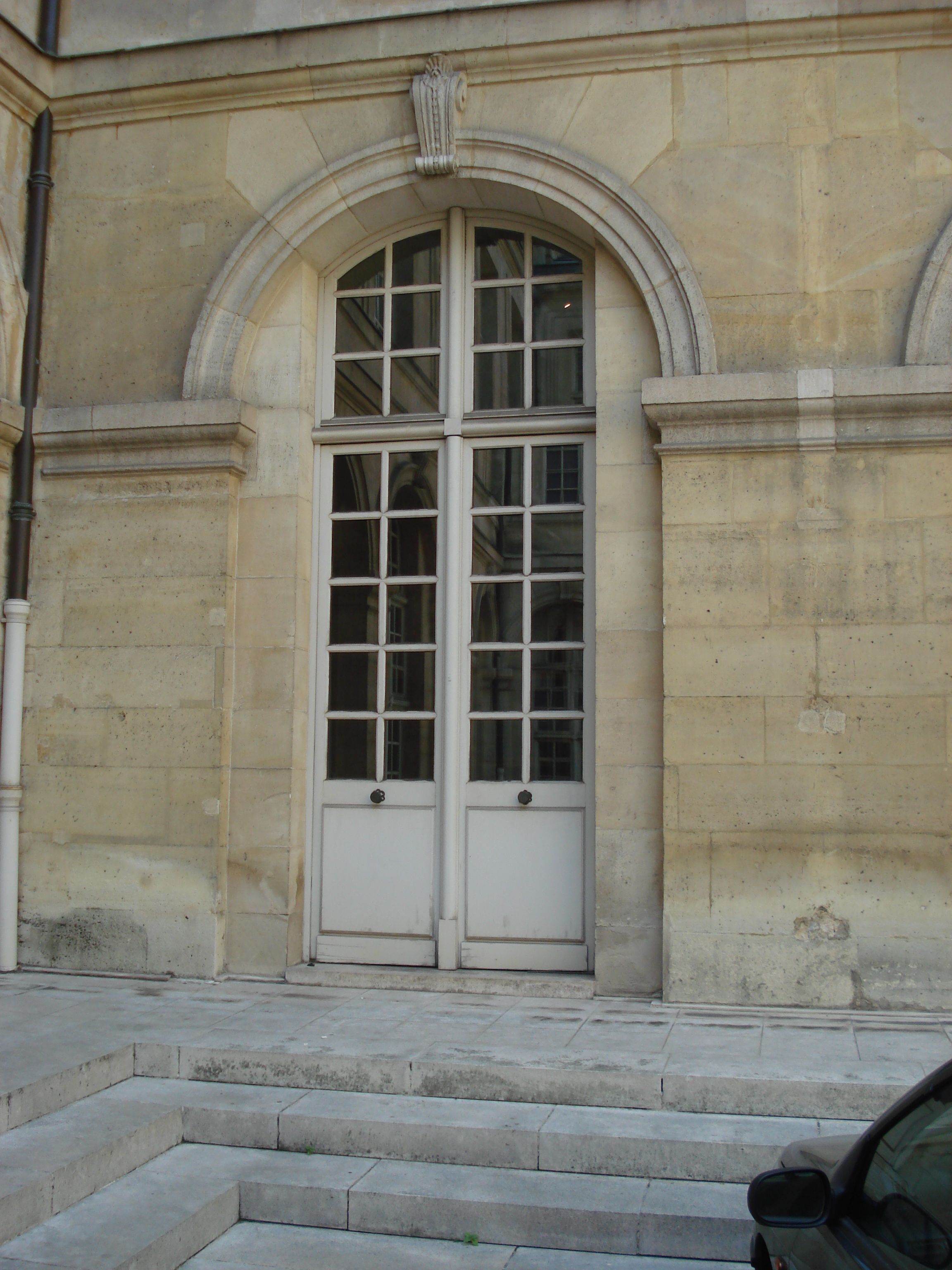
Una bahía a la Lescot en el patio principal del Hôtel Le Peletier de Saint-Fargeau, XVII XVII siglo

En el patio principal, el edificio principal y las alas comprenden dos plantas cuadradas. Las bahías en la planta baja de las alas son a lo Lescot, ventanas en el segmento de un arco bajo arcadas de indio punto, a veces semicirculares ; las del primer piso son rectangulares, las del segundo piso en segmento de arco. En el jardín, las ventanas son rectangulares en la planta baja y en el primer piso, curvas en el segundo.
A la derecha del edificio principal que da al jardín, Pierre Bullet construyó un invernadero de naranjos en la planta baja con trece vanos, cubiertos con un techo roto, que fue muy admirado en su época. Sus vanos sobre el jardín son vanos a la Lescot, similares a los del patio principal. El centro de la composición está realzado por un vano saliente rematado por un frontón triangular, decorado con un relieve que representa la Verdad, que responde al frontón del edificio principal que da al jardín.
Además del invernadero de naranjos, el jardín incluía parterres, un estanque y, en el fondo de la parcela, un "enrejado a modo de arco de triunfo", que el inglés Martin Lister pudo contemplar en 1698.
En la rue de Sévigné, la puerta, decorada con botones y una guirnalda de hojas de roble, está coronada por un frontón triangular en el que está inscrito un cartucho con la figura de Michel Le Peletier. El travesaño de madera tallada de la puerta también lleva un medallón con la cifra del propietario.

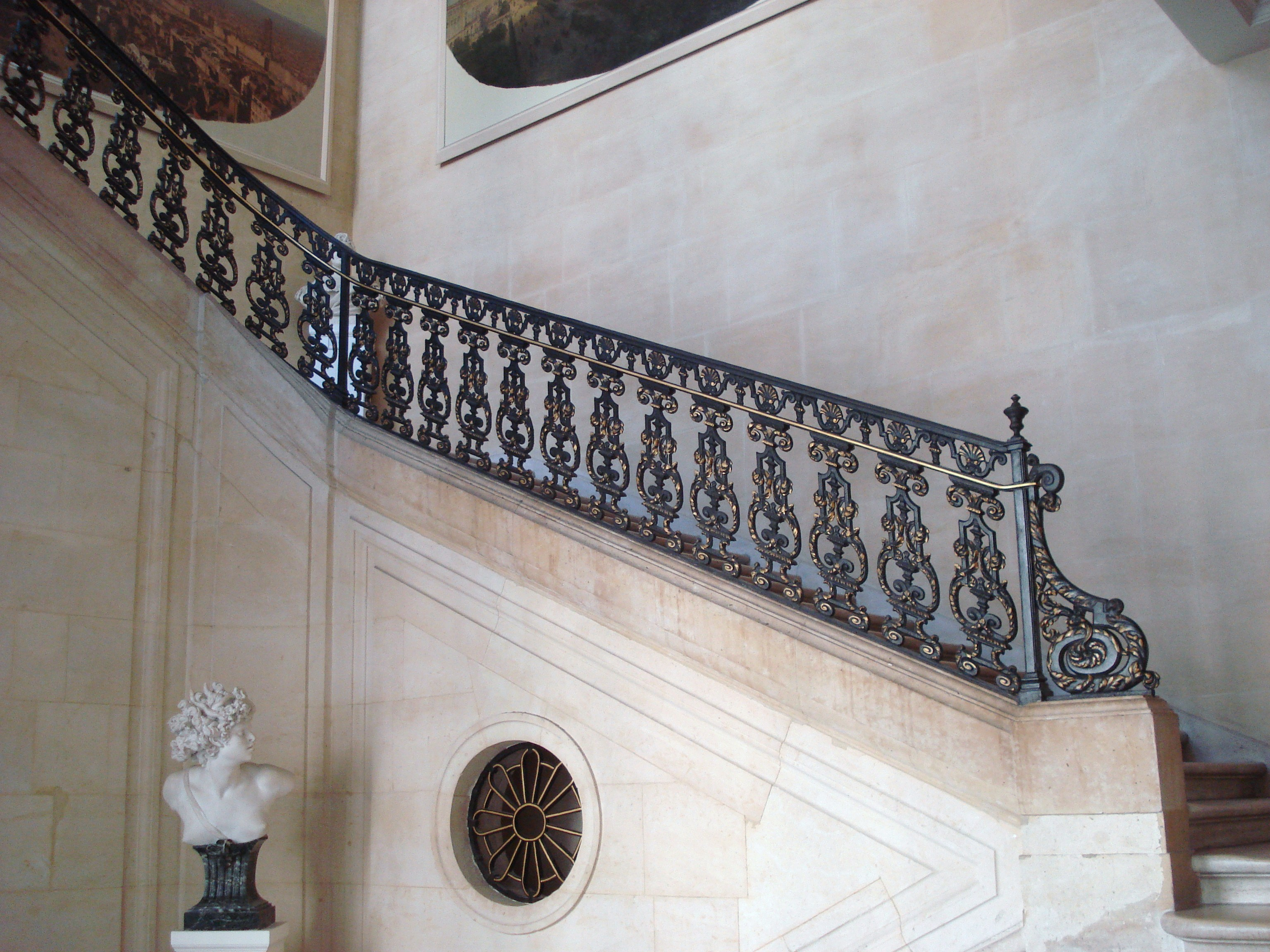
La gran escalera del Hôtel Le Peletier de Saint-Fargeau, XVII XVII siglo

En el interior del hotel, quedan dos testimonios del primer ocupante : la escalera principal, situada en el ala izquierda del patio principal, cuya barandilla de fundición es sin duda la más antigua de París ; en el primer piso, un pequeño gabinete que da al jardín, conocido como el "gabinete dorado", cuyos espejos y artesonado blanco y dorado datan de finales del reinado de Luis XIV .
Martin Lister describe el jardín del hotel y su enrejado que vio durante su viaje a París en 1698.

## Protección
El invernadero está catalogado como monumento histórico por decreto del 17 de marzo de 1925 y las fachadas y cubiertas están clasificadas por decreto del 28 de diciembre de 1984.